# 安東尼·沃爾
安東尼·沃爾（Anthony David Wall；1975年5月29日—）是英國的一位高爾夫球運動員。他出生在倫敦，在1995年轉為職業高爾夫球運動員。1998年，他開始參加高爾夫歐巡賽的賽事。他贏得過一個高爾夫歐巡賽的冠軍。